# Полдневая (приток Бабицы)
Полдневая — река в России, протекает в Костромской и Кировской областях. Устье реки находится в 13 км по правому берегу реки Бабица. Длина реки составляет 28 км, площадь водосборного бассейна 165 км².
Исток реки в Октябрьском районе Костромской области в 30 км к востоку от города Боговарово близ границы с Кировской областью. Рядом с истоком находится исток Сосновки, здесь проходит водораздел Моломы и Ветлуги. Вскоре после истока перетекает в Даровской район Кировской области по которому проходит большая часть течения. Течёт на северо-восток по ненаселённому лесному массиву. Притоки — Ночная, Пономаревка, Середняя (левые); Бельница, Холуница (правые).

## Данные водного реестра
По данным государственного водного реестра России относится к Камскому бассейновому округу, водохозяйственный участок реки — Вятка от города Киров до города Котельнич, речной подбассейн реки — Вятка. Речной бассейн реки — Кама.
По данным геоинформационной системы водохозяйственного районирования территории РФ, подготовленной Федеральным агентством водных ресурсов:
- Код водного объекта в государственном водном реестре — 10010300312111100035621
- Код по гидрологической изученности (ГИ) — 111103562
- Код бассейна — 10.01.03.003
- Номер тома по ГИ — 11
- Выпуск по ГИ — 1